# ラーメーシュワラム
ラーメーシュワラム（タミル語: இராமேசுவரம்、英語: Rameswaram または Rameshwaram, Ramisseram）は、インド南部のタミル・ナードゥ州ラーマナータプラム県の都市である。ラーメーシュヴァラム (Rameshvaram) とも呼ばれる。

## 歴史
この地は、古代インドの叙事詩『ラーマーヤナ』において、ラーマ王子（ヴィシュヌ神の化身とされる）がラーヴァナにさらわれた妻シーターを助けにランカー島へ渡る際に橋をかけた場所、とされている。
14世紀初頭、ハルジー朝の遠征軍を率いていた武将マリク・カーフールがラーメーシュワラムにまで到達し、彼は遠征における勝利と君主アラー・ウッディーン・ハルジーを称えるため、モスクを建てたという。
1520年までには、ヴィジャヤナガル王国の支配下となり、その後はマドゥライ・ナーヤカ朝、カルナータカ太守などに支配が移り、1795年に最終的にイギリス東インド会社の支配下となった。
1994年より、ラーメーシュワラムには基礎自治体 (Municipality) が置かれている。

## 地理

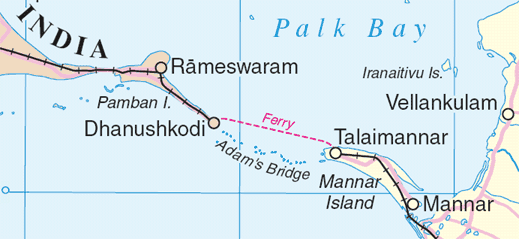
パーンバン島周辺の地図

タミル・ナードゥ州南東のラーマナータプラム県のさらに南東部、大陸上ではなく沖合いに2 kmほど離れたパーンバン島に位置している。
パーンバン島はマンナール湾に突き出た半島の先端部に位置しており、そのさらに沖合い約50 kmには、隣国スリランカのマンナール島が存在する。パーンバン島はラーメーシュワラム島とも呼ばれており、インド本土とはパーンバン橋で接続されている。ラーメーシュワラムはチェンナイやマドゥライからの鉄道路線の終端の一つでもある。
ラーメーシュワラムはスリランカに最も近い都市であり、地形的にもアダムスブリッジと呼ばれるインドとスリランカを結ぶ浅瀬により結ばれている。そのため町は、越境した漁師へのスリランカ海軍の攻撃、大型船のための浚渫計画、カッチャティーブの領有権問題、スリランカ内戦によるタミル人難民といった話題で取り上げられてきた 。
市域は53 km2で2001年時点の人口は37,968人。 観光業と漁業が主要産業である。

## 宗教
ラーメーシュワラムはインドにおけるヒンドゥー教の聖地の一つであり、チャール・ダームにおける4巡礼地の一つである。町の中心部にはシヴァ神を奉るラーマナータスワーミー寺院があり、ラーメーシュワラムはシヴァ派・ヴィシュヌ派の双方において巡礼地となっている。